# César Samudio
César Jair Samudio Murillo (ur. 26 marca 1994 w mieście Panama) – panamski piłkarz występujący na pozycji bramkarza, reprezentant Panamy, od 2023 roku zawodnik honduraskiego Marathónu.